# Міжнародний трибунал щодо колишньої Югославії

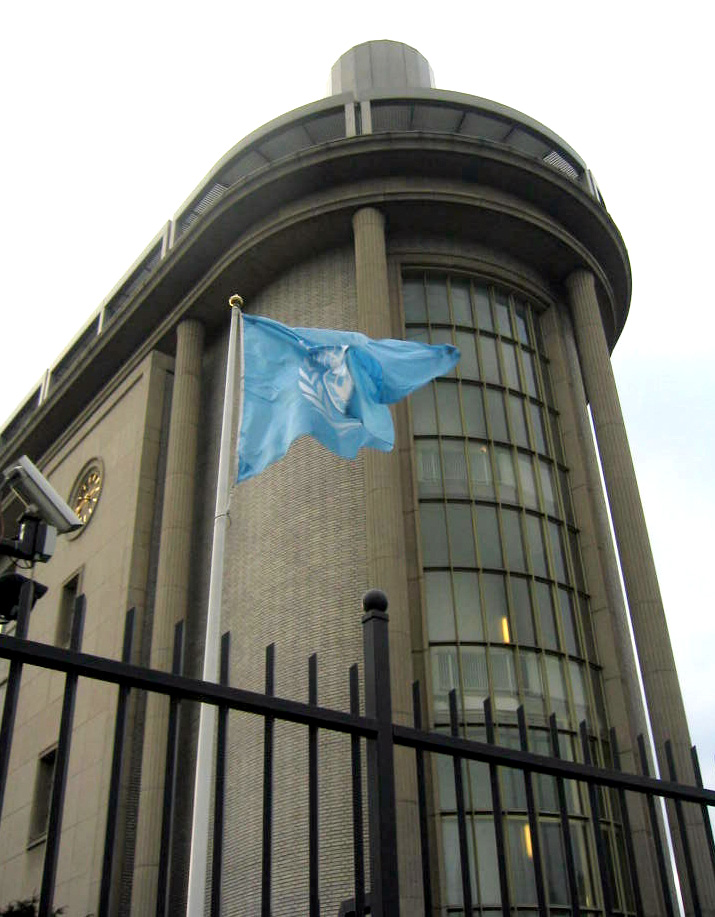
Будівля трибуналу в Гаазі

Міжнародний трибунал для колишньої Югославії (МТКЮ, повна назва — Міжнародний трибунал для судового переслідування осіб, відповідальних за серйозні порушення міжнародного гуманітарного права, здійснені на території колишньої Югославії з 1991 року) був створений Радою Безпеки ООН 25 травня 1993 року на основі резолюції № 827 Ради Безпеки ООН. Ініціатором резолюції виступила Франція. Припинив діяльність 31 грудня 2017 року.
Трибунал мав мандат Ради Безпеки ООН. Цим він відрізняється від класичних міжнародних судів, які створюються міжнародним договором.
Метою трибуналу було — переслідування осіб, відповідальних за тяжкі порушення міжнародного гуманітарного права (грубе знехтування Женевських конвенцій 1949 року, порушення законів і звичаїв війни, геноцид і злочини проти людяності) на території колишньої Югославії в період з 1991. Трибунал розглядав такі серйозні злочини, як умисне вбивство, тортури, незаконне депортування і захоплення заручників. Передбачено судове переслідування за застосування отруйних речовин, безглузде руйнування міст або сіл, історичних пам'ятників.
Максимальне покарання, яке міг винести трибунал — довічне ув'язнення. Судом не приймалися посилання на «виконання обов'язків» або «підпорядкування наказам». Суд не міг початися у відсутність обвинуваченого. Трибунал не мав права ухвалювати смертний вирок. Засуджені МТКЮ особи відбувають свій термін в одній з держав, що підписали відповідну угоду з ООН.
У штаті трибуналу було близько 1200 співробітників з 77 країн. З квітня 2002 по січень 2005 суддею трибуналу ad litem був український юрист-міжнародник Володимир Василенко.
Слухання справ проходило в трьох судових палатах, в яких зайнято 16 постійних і до дев'яти тимчасових суддів, які обираються Генеральною асамблеєю ООН з представленого Радою Безпеки списку на чотири роки. Умови їхньої служби є такими ж, як у суддів Міжнародного Суду. Вони можуть бути переобрані.
Перший вирок трибуналу був винесений 29 листопада 1996 року. До 10 років в'язниці був засуджений боснійський хорват Дражен Едемович, визнаний винним в злочинах проти людства і в порушеннях законів та звичаїв війни. 5 березня 1998 року Едемовичу скоротили термін ув'язнення до п'яти років. 26 серпня 1998 року його передано Норвегії, в серпні 2000 року звільнено.
Станом на літо 2008 року всього за час існування трибуналу було проведено 142 судових процеси (в тому числі 92 проти сербів, 33 проти хорватів, вісім проти косовських албанців, сім проти боснійських мусульман, і два — проти македонців).
Останньою гучною справою трибуналу став вирок колишньому командувачеві сил боснійських хорватів Слободанові Праляку. Трибунал визнав його винним у воєнних злочинах і засудив до 20 років в'язниці. У кінці листопада вирок залишили в силі, після чого Праляк заявив, що відкидає рішення суду, і випив смертельну отруту.
Міжнародний трибунал завершив свою роботу 31 грудня 2017 року. За час роботи Міжнародного кримінального трибуналу у справах колишньої Югославії були висунуті звинувачення щодо 161 особи, 90 з них засуджені. Розгляди тривали понад двадцять років, за час судових процесів допитали близько п'яти тисяч людей.